# Деннштедт, Август Вильгельм
Август Вильгельм Деннштедт (нем. August Wilhelm Dennstedt; 1776 — 1826) — немецкий аптекарь, врач и ботаник, бурмистр города Магдала.

## Биография
Деннштедт был бурмистром города Магдала, недалеко от Веймара. Был автором нескольких ботанических работ. Его величайшее значение в области ботаники было как редактора Hortus Belvedereanus, каталога тогдашней крупнейшей коллекции экзотических растений на европейском материке во дворце Бельведер недалеко от Веймара, первый том которого был опубликован в 1820 году. Придворный садовник Иоганн Кристиан Шкель был поддерживающим коллегой и оказывал автору существенную помощь. С 1818 года Деннштедт был научным руководителем Ботанического сада Бельведер. Великий герцог Карл Август, который способствовал его назначению для этой цели, назначил Деннштедта профессором.

## Избранные труды
- Weimar's Flora: Pflanzen mit deutlichen Geschlechtern. Band 1, 1800.
- Pflanzen mit Luftgefäßen. 1807.
- Nomenclator botanicus: seu, Enumeratio alphabetica omnium hucusque cognitorum vegetabilium, adjectis praecipuis synonymis. 1810.
- Das Gewächsreich: oder characterisirende Beschreibung aller zur Zeit bekannten Gewächse.
- Schlüssel zum Hortus Indicus Malabaricus, oder dreifaches Register zu diesem Werke. Weimar 1818 (Оцифровано).
- Hortus Belvedereanus. Oder Verzeichniss der bestimmten Pflanzen. 1820–1826 (Оцифровано).

## Ботанические таксоны
Деннштедт был автором многочисленных ботанических таксонов, включая такие как роды Bruxanelia, Coulejia и Merremia. Он внёс многие из своих таксономических находок в регистр «Schlüssel zum Hortus indicus malabaricus»
В честь Августа Вильгельма Деннштедта названы род папоротников Деннштедтия (Dennstaedtia), входящий в семейство Деннштедтиевые (Dennstaedtiaceae).